# Копаве
Копаве (шп. Volcán Copahue) je стратовулкан у Јужној Америци, смештен између региона Биобио у Чилеу и провинције Неукен на истоку Аргентине. Вулкан је висок 2.997 метара надморске висине. Последња већа ерупција била је 2012. године.